# Cycas pachypoda
Cycas pachypoda — вид голонасінних рослин класу саговникоподібні (Cycadopsida).
Етимологія: від грецького pachys — «товсті» і podos — ступня, що відносяться до характерної широкої основи стовбура цього виду.

## Опис
Стовбури деревовиді, щоб 0,5–1,5 м заввишки, 12–17 см діаметром у вузькому місці; 50–80 листя в кроні. Листки темно-зелені або сіро-зелені, напівглянсові, довжиною 90–130 см. Пилкові шишки вузькояйцеподібні, оранжеві або коричневі, завдовжки 25–40 см, 10–15 см діаметром. Мегаспорофіли 7–15 см завдовжки, коричнево-повстяні. Насіння плоске, яйцеподібне; саркотеста жовта.

## Поширення, екологія
Країни поширення: В'єтнам. Цей вид зустрічається в сухих відкритих колючих чагарниках на кам'янистих схилах, по сухих піщаних ґрунтах, отриманих з грубого кременистого граніту.

## Загрози та охорона
Велика частина оригінального рідколісся була скорочена на паливо і було велике видалення рослин для садівничих цілей.